# 千萬里
千萬里（：／，1543年—？），字遠之，號思庵，明朝中葉軍事人物，後歸化朝鮮。
千萬里原籍河南。壬辰倭亂爆發後，千萬里以調兵領糧使兼總督將的身份，與提督李如松一起率領明軍進入朝鮮支援。他的兒子千祥、千禧也一同前往朝鮮。他於平壤、郭山、東萊等地大破日軍，後來於1597年的丁酉再亂中，隸屬於麻貴麾下，在蔚山城殲滅日軍。戰後，千萬里父子沒有回國，而是歸化了朝鮮，成為潁陽千氏的祖先。死後諡號忠壯。
他的墓位於今日全羅北道南原市金池面芳村里。